# Mathias Kanda
Mirimi Mathias Kanda (2 juin 1942 - 30 octobre 2009) était un athlète Zimbabwéen né en Chivhu qui a participé au marathon masculin des Jeux Olympiques d'été de 1964, finissant le marathon en 51e position en 2 heures 41 minutes et 9 secondes. Il a ensuite été sélectionné pour courir dans l'équipe olympique de 1968 de la Rhodésie, avec son camarade du Zimbabwe, Bernard Dzoma, Mais cette équipe n'a pas été autorisé à participer aux Jeux olympiques car la Rhodésie ne permettait pas aux Africains noirs de voter aux élections nationales. L'experience de course de Kanda au cours de cette période sont détaillées par son entraîneur australien, John Cheffers, dans son livre : A Wilderness Of Spite.

## Moments victorieux
Selon Cheffers Kanda avait un espoir de médaille dans le marathon olympique mexicain. Dans le dernier week-end de juin 1968 Kanda a remporté le marathon Zimbabwe / Rhodesian olympique à Bulawayo (à 4500 pieds d'altitude) en 2: 27: 04.7 sur un parcours venteux et froid qui avait une pente de 8 km à la fin du parcours. Le 4 mai 1968 Kanda a également remporté un championnat de marathon en Afrique du Sud (à la piste de la mine Libanon à 20 kilomètres de Johannesburg) à 5337 pieds dans temps de 2: 27: 24,8,. Considérant que les deux courses étaient à une altitude importante (avec la course de la piste de la mine Libanon à près de 7381 pieds a Mexico) Kanda été bien conditionné pour la course à Mexico. Son temps a Bulawayo lui aurait donne la 6e place dans le marathon olympique de Mexico. Il a remporté le marathon de la République de l'Afrique du Sud en 1964, 1968 et 1969 et, depuis 2013, est à égalité avec plusieurs autres comme un coureur qui a remporté le plus de marathons dans l'histoire de la course en Afrique du Sud.

## Résumé de carrière de coureur
Un article publié en 2001 par le Bulawayo Chronicle résume la carrière du coureur Kanda et possède un acompte de sa carrière de course dans ses propres mots. Concernant sa jeune vie: "Nous parcourions de longues distances à l'école et en tant qu'enfants bergers. L'endurance est devenu presque de la naissance, et plus tard dans ma vie, des entraîneurs m'ont donné des conseils pratiques. Mais dans l'ensemble j'ai du travailler dur pour ma gloire. Cela n'a pas été facile et j'ai eu de la chance de ne pas boire ni fumer ce qui m'a donné beaucoup de temps à me concentrer dans le sport. " L'entrainement de Kanda dans les années 1960 consister à se réveiller à 3h du matin, aller courir, puis au trot pour aller au travail (au conseil municipal de Bulawayo), puis une course après le travail.

## Photo du Mois
Mathias a fait l'objet d'une photographie prise par David Paynter en 1968 qui est devenu la »Photo du Mois" de l'Associated Press en juin 1968. Sur la photo, Kanda fait la course contre un train. Cette photographie a été référencée à plusieurs reprises par d'autres photographes et les concepteurs de signe depuis 1968. Le 26 juillet 1968 Life Magazine a publié cette image à la page 30.

## Décès
Kanda est décédé le 30 octobre 2009, après une longue maladie.